# Liste der Monuments historiques in Villeconin
Die Liste der Monuments historiques in Villeconin führt die Monuments historiques in der französischen Gemeinde Villeconin auf.

## Liste der Bauwerke
| Bezeichnung                       | Beschreibung | Standort | Kennzeichnung | Schutzstatus | Datum | Bild           |
| --------------------------------- | ------------ | -------- | ------------- | ------------ | ----- | -------------- |
| Château de Saudreville            | Schloss      | (Lage)   | PA00088035    | Inscrit      | 1972  | weitere Bilder |
| Kirche St-Aubin                   |              | (Lage)   | PA00088036    | Inscrit      | 1926  | weitere Bilder |
| Schloss                           |              | (Lage)   | PA00088037    | Inscrit      | 1926  | weitere Bilder |
| Polissoir du Bois de la Charmille | Neolithikum  | (Lage)   | PA00088038    | Classé       | 1899  | weitere Bilder |
| Tour de la Grange                 |              | (Lage)   | PA00088034    | Inscrit      | 1926  |                |

## Liste der Objekte
- Monuments historiques (Objekte) in Villeconin in der Base Palissy des französischen Kultusministeriums